# Cináed mac Írgalaig

Cináed Cáech marc Irgalaig Ard ri Érenn de 724 à 728 est le dernier membre du Síl nÁedo Sláine à accéder au titre d’Ard ri Érenn c'est-à-dire « Haut-Roi » d'Irlande. En effet les luttes internes entre les membres du Síl nÁedo Sláine eurent pour effet de les écarter définitivement du titre d’Ard ri Érenn qui fut ensuite monopolisé pour les Uí Neill du Sud par les membres du Clan Cholmáin .

## Origine
Cináed mac Írgalaig est le fils de Írgalach ua Conaing († 702) , issu du Síl nÁedo Sláine, La branche des Uí Néill du Sud qui règne sur le royaume de Brega, qui s'étend au nord de la rivière Liffey incluant dans les collines de ce qui est maintenant le sud du comté de Louth. La mère de Cináed est Muirenn († 748), fille de Cellach Cualann mac Gerthidi, roi de Leinster († 715). Sa lignée avait perdu tout espoir d'occuper le royaume de Leinster quand Cináed devient roi.
Son grand-père, Conaing mac Congaile, est à l'origine d'un des septs du lignage les  Uí Chonaing, qui régnait sur le petit royaume de Brega Nord, centré sur la base vallée de la Boyne, l'une des plus riches régions agricoles d'Irlande. Bien que le Síl nÁedo Sláine et le Cenél Conaill, bénéficiaient d'un quasi-monopole sur la fonction d'Ard ri Erenn c'est-à-dire « Haut-Roi d'Irlande »depuis un siècle avant sa mort, il est le dernier d'entre eux à régner à Tara avant 200 ans.
La principale raison de cette perte de pouvoir est la prédilection des membres du Síl nÁedo Sláine à l'époque de Cináed pour les conflits dynastiques internes menés par les rois de Brega du Nord, les Uí Chonaing dans la basse vallée de la Boyne et le Síl nDlúthaig dans la vallée de la Blackwater, afin d'affirmer leur hégémonie sur leurs parents du sud.
Fínnachta Fledach, Ard ri Erenn de 675 à 695, est tué par Áed mac Dlúthaig et par l'oncle paternel de Cináed, Congalach mac Conaing; Niall mac Cernaig Sotail, ancêtre de nombreux roi de Brega Sud est tué par le père de Cináed en 701; en 724 Cináed lui-même tue le fils de la victime de son père; Fogartach mac Néill. Fogartach avait été roi « Haut-Roi de Brega » et brièvement roi de Tara, et c'est par un régicide que Cináed lui-même était devenu Ard ri Erenn.

## Roi de Brega et Ard ri Erenn
Cináed s’oppose rapidement à son cousin l’Ard ri Érenn Fógartach mac Niall issu des Uí Chernaig également du Síl nÁedo Sláine. Il bénéficie de l’appui de Domnall Midi roi de Mide du Clan Cholmáin qui appartient également au Uí Neill du Sud et qui est le fils de Murchad Midi mac Diarmato (mort en 715) l’ancien adversaire de Fógartach. Fógartach est vaincu et tué à la bataille de Cenn Delgthen en 724.
En 726 Cináed mac Írgalaig combat les hommes du royaume de Leinster ce qui était une coutume au début du règne de chaque nouvel Ard ri Eren. Mais en 728 il est lui-même défait et tué par le roi du Cenél Conaill, Flaithbertach mac Loingsig († 765). L'Ard ri Erenn suivant parmi les Uí Néill du Sud sera Domnall Midi mac Murchada (roi 743–63), issu de la lignée rivale du Clan Cholmáin du royaume de Mide.

## Sources
- (en) Edel Bhreathnach The kingship and landscape of Tara  Editor Four Courts Press for The Discovery Programme Dublin (2005)  (ISBN 1851829547) .
- (en) Francis J.Byrne Irish Kings and High-Kings, Courts Press History Classics Dublin (2001)  (ISBN 1 851 82 1961).
- (en) T. M. Charles-Edwards « Cináed mac Írgalaig (d. 728) », Oxford Dictionary of National Biography, Oxford University Press, 2004.
- (en) Gearóid Mac Niocaill, Ireland before Vikings, Dublin, Gill & Macmillan, 1972, 172 p., p. 122
- (en) Dictionary of Irish Biography article de Ailbhe Mac Shamhrain, Cináed Cáech
- Annales d'Ulster